# Le donne al balcone - The Balconettes
Le donne al balcone - The Balconettes (Les Femmes au balcon) è un film del 2024 diretto da Noémie Merlant.

## Trama
Durante un'ondata di caldo a Marsiglia, tre coinquiline, un'attrice, una camgirl e una aspirante scrittrice, rivolgono la loro attenzione dal balcone di casa verso il bel vicino dell'appartamento di fronte, che sembra nascondere un oscuro segreto.

## Produzione
Merlant ha lavorato per quattro anni alla sceneggiatura assieme a Céline Sciamma, che l'aveva diretta in Ritratto della giovane in fiamme (2019).

## Distribuzione
Il film è stato presentato in anteprima fuori concorso al 77º Festival di Cannes il 19 maggio 2024.
È stato distribuito nelle sale cinematografiche francesi dalla Tandem a partire dall'11 dicembre 2024, quando inizialmente la sua data d'uscita era fissata per il 4 settembre.
È stato distribuito nelle sale italiane da Officine UBU il 20 marzo 2025.